# Rey de Reyes (2000)
El 2000 Rey de Reyes fue el cuarto torneo anual de Rey de Reyes de lucha libre profesional y el espectáculo, promovido por Asistencia Asesoría y Administración (AAA). El evento tuvo lugar el 5 de marzo de 2000 en el Toreo de Cuatro Caminos arena en Naucalpan, Estado de México, México. El torneo Rey de Reyes consistió en una ronda semifinal de las cuatro eliminatorias de cuatro hombres y una final con los ganadores de cada una de las semifinales frente a frente en un partido de eliminación hasta que solo un hombre se mantuvo. La final del torneo de 2000 Rey de Reyes enfrentó a Abismo Negro, El Alebrije, Charly Manson y Cibernético contra otros. Además de los cinco torneo coincide con la muestra contó con un cuatro partidos adicionales, incluyendo dos partidos Lucha de Apuesta, uno donde el pelo de segundos del luchador fuera de la línea. El otro partido Apuesta, que también fue el evento principal partido vio tanto La Parka, Jr. y Gigante Drako ponen sus máscaras en la línea.

## Resultado
- La Parkita, Octagoncito y Mascarita Sagrada derrotaron a Mini Abismo Negro, Mini Psicosis y a Rocky Marvin
- Abismo Negro derrotó a Dos Caras, Killer y a Psicosis en una lucha semifinal por el Rey de Reyes 2000
- El Alebrije derrotó a Electroshock, Maniaco y a Óscar Sevilla en una lucha semifinal por el Rey de Reyes 2000
- Charly Manson derrotó a Máscara Sagrada, Histeria y a Path Finder en una lucha semifinal por el Rey de Reyes 2000
- El Cibernético derrotó a Espectro Jr., Blue Demon Jr. y a Mexicano en una lucha semifinal por el Rey de Reyes 2000
- Heavy Metal, Héctor Garza, Octagón y Máscara Sagrada derrotaron a El Cobarde, El Texano, Pirata Morgan y a Sangre Chicana
  - Originalmente Perro Aguayo Jr. estaba programado en ésta lucha pero Máscara Sagrada le tomó su lugar debido a que el perrito estaba luchando en Japón
- Pentagón derrotó a El Oriental, en una lucha de apuesta Cabellera vs Cabellera de second
- Abismo Negro derrotó a El Alebrije, Charly Manson y a El Cibernético por el Rey de Reyes 2000 
  - Convirtiéndose en el Rey de Reyes 2000
- La Parka derrotó a Gigante Drako en una lucha de apuesta Máscara vs Máscara

- Datos: Q16625199